# Klaus-Jürgen Deuser

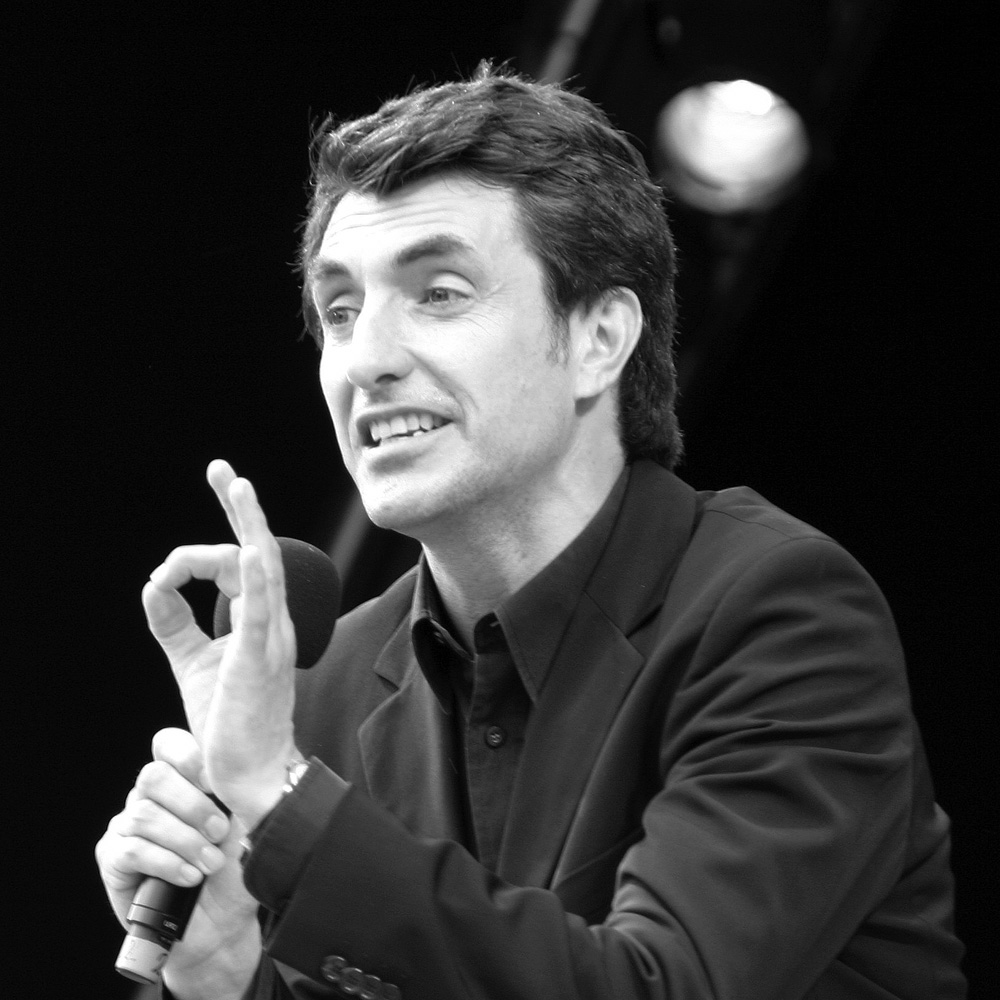
Klaus-Jürgen Deuser (2006)

Klaus-Jürgen „Knacki“ Deuser (* 28. Mai 1962 in Kaiserslautern) ist ein deutscher Fernsehproduzent, Komiker und Moderator. Er gilt als einer der Nachwuchsförderer der deutschen Stand-up-Comedy und wurde vor allem als Erfinder und langjähriger Moderator des Comedy-Formats Nightwash bekannt.

## Leben und Karriere
Deuser wuchs in Koblenz auf und zog 1981 nach Köln, um Betriebswirtschaft zu studieren. 1983 gründete er mit seinen ehemaligen Schulfreunden Ralf Günther und Wolfgang Lüchtrath die Comedy-Theatergruppe Die Niegelungen. Die Gruppe trat elf Jahre lang auf. Für das Jahr 2025 ist ein Comeback der Niegelungen angekündigt.

## Nightwash
Im Jahr 2000 entwickelte Deuser das Format Nightwash, das in einem Waschsalon in Köln aufgezeichnet wurde. Die Sendung wurde zunächst vom WDR ausgestrahlt und war eine der ersten Plattformen, die sich konsequent dem Stand-up widmeten. Viele heute etablierte Künstler hatten dort u. a. ihre ersten Fernsehauftritte, darunter:
- Mario Barth[6]
- Bülent Ceylan[7]
- Olaf Schubert[8]
- Carolin Kebekus[9]
- Luke Mockridge[10]
- Torsten Sträter[11]
- Johann König[12]
- Ingo Oschmann[13]
- Ausbilder Schmidt[14]
- Eckart von Hirschhausen[15]
- Bernhard Hoëcker[16]
- Chris Tall[17]

Deuser wurde mit dem Deutschen Comedypreis ausgezeichnet.

## Unternehmen
2008 wurde Deusers Produktionsfirma D’nA Productions GmbH von der Kölner Fernsehproduktionsfirma Brainpool übernommen. In diesem Zuge war Deuser Mitgründer und Geschäftsführer der Brainpool Live Entertainment GmbH. Mit D’nA Productions produzierte Deuser u. a.:
- die erste CD von Mario Barth (Männer sind Schweine, Frauen aber auch)[20]
- den Kinofilm Morgen, ihr Luschen! Der Ausbilder-Schmidt-Film[21]

Später gründete Deuser die Deuser Concept GmbH, mit der er heute Social-Media-Kampagnen und Präsentationstrainings für Medienprofis und Unternehmen entwickelt.

## Weitere Projekte
Deuser arbeitete auch als Formatentwickler und Moderator für:
- Comedy-Rotation (WDR)[23]
- Comedy Lab (ZDF neo)[24]
- Gott sei Dank, dass Sie da sind! (Pro7)[25]
- Star Search (SAT.1, Headcoach)[26]

Er war zudem Regisseur und Dramaturg für Mario Basler, Johannes Wimmer, Rolf Schmiel und Sven Pistor. Seit August 2025 ist er Co-Host des Podcasts Tempolauf und Torte.

## Veröffentlichungen
- How to be lustig … und kann man damit besser leben? Diegandi Verlag, Köln 2009, ISBN 978-3-00-029216-3.
- Stehende ältere Herren (mit Torsten Sträter) Rowohlt, Reinbek bei Hamburg 2018, ISBN 978-3-499-63284-6.
- Stagehacks fine Books Verlag Alexander Broicher, Berlin 2023, ISBN 978-3-948-37355-9
- 30 Minuten sympathisch und souverän GABAL Verlag, 2016, ISBN 978-3-95623-491-0[28]